# Fayek ’Adly ’Azb
Fayek ’Adly ’Azb (arabisch فايق عدلي عزب, DMG Fāyiq ʿAdlī ʿAzb; * 26. Mai 1958 in Alexandria; † Oktober 2021) war ein ägyptischer Boxer.
Fayek ’Adly ’Azb schied bei den Olympischen Sommerspielen 1984 in Los Angeles im Fliegengewichtsturnier in seinem Erstrundenkampf gegen Heo Yeong-mo aus Südkorea aus.